# Yoshirō Muraki
Yoshirō Muraki (jap. 村木 与四郎 Muraki Yoshirō; ur. 15 sierpnia 1924 w Tokio, zm. 26 października 2009 tamże) – japoński scenograf i kostiumograf filmowy. W czasie swojej przeszło pięćdziesięcioletniej kariery filmowej pracował na planie niemal 80 tytułów. Znany ze stałej współpracy z reżyserem Akirą Kurosawą, dla którego po raz pierwszy tworzył dekoracje przy wczesnym filmie Pijany anioł (1948).
Trzykrotnie nominowany był do Oscara za najlepszą scenografię do filmów: Tora! Tora! Tora! (1970), Sobowtór (1980) i Ran (1985). Zdobył również nominację do Oscara za najlepsze kostiumy do filmu Straż przyboczna (1961). 
Jego żona Shinobu Muraki także zajmowała się scenografią filmową.